# San Salvador (Paraguai)
San Salvador é uma cidade e distrito do Paraguai localizado no departamento de Departamento Guairá.

## Transporte
O município de San Salvador é servido pelas seguintes rodovias:
- Caminho em pavimento ligando a cidade ao município de Villarica
- Caminho em pavimento ligando a cidade de Ñumí ao município de Acahay (Departamento de Paraguarí)[1][2][3]